# 支坪镇
支坪镇，是中华人民共和国重庆市江津区下辖的一个乡镇级行政单位。

## 历史沿革
1958年，仁沱、支平、白溪三乡合并设立仁沱人民公社。1961年恢复仁沱、白溪、支平三个公社。1984年改仁沱公社为仁沱乡。1985年撤销仁沱乡，设立仁沱镇。2001年由原仁沱镇、支坪乡、真武乡三个乡镇和白溪乡部分村合并设立新的仁沱镇，镇政府驻金钩湾。2004年5月撤销仁沱镇设立支坪街道办事处。2012年5月，撤销支坪街道办事处，设立支坪镇，政府驻地、辖区不变。

## 行政区划
支坪镇下辖以下地区：
津坪社区、仁沱社区、真武场社区、白溪社区、花铺村和天堂村。